# Тернезен (громада)
Тернезен (також Терньозен, нід. Terneuzen, - [tɛrˈnøːzə(n)] ( прослухати)) — громада у провінції Зеландія, Нідерланди. Адміністративний центр — місто Тернезен, окрім якого до муніципалітету входять ще 13 населених пунктів. Найбільша за населенням громада Зеландії: станом на серпень 2017 року її населення становило 54 480 осіб.
Місто Тернезен — четверте за населенням місто Зеландії та найбільший населений пункт регіону Зеландська Фландрія. У своєму поточному вигляді громада сформувалася 1 січня 2003 року, коли до її складу увійшли громади Аксел і Сас-ван-Гент.
Громада Тернезен бере участь у програмі «Громада Тисячоліття» (нід. Millennium Gemeente) — національній програмі для громад, спрямованій на досягнення восьми Тисячолітніх цілей з розвитку, серед яких — ліквідація бідності та голоду, досягнення рівності між чоловіками та жінками, запобігання смертності серед новонароджених та породіль, ліквідація СНІДу, малярії та інших небезпечних для життя хвороб тощо.

## Географія
Громада Тернезен розташована у південно-західній частині Нідерландів, у центрі регіону Зеландська Фландрія, в естуарії річки Шельда. Площа громади становить 317,76 км², з яких водна поверхня складає 67,25 км², суходол — 250,51 км².

## Адміністративний поділ
До складу громади входять 14 населених пунктів.
| Назва українською | Назва голландською | Населення (2017) |
| ----------------- | ------------------ | ---------------- |
| Тернезен          | Terneuzen          | 25 265           |
| Аксел             | Axel               | 7 835            |
| Сас-ван-Гент      | Sas van Gent       | 3 975            |
| Гук               | Hoek               | 2 930            |
| Замслаг           | Zaamslag           | 2 795            |
| Кувахт            | Koewacht           | 2 545            |
| Слейскіл          | Sluiskil           | 2 370            |
| Філіппіне         | Philippine         | 2 045            |
| Вестдорпе         | Westdorpe          | 1 905            |
| Бірвліт           | Biervliet          | 1 550            |
| Зейддорпе         | Zuiddorpe          | 910              |
| Оверслаг          | Overslag           | 245              |
| Спей              | Spui               | 187              |
| Зандстрат         | Zandstraat         | 58               |

Містечко Філіппіне, розташоване на нідерландсько-бельгійському кордоні, популярне серед туристів через свої ресторани, де подають мідії. В центрі міста навіть встановлений фонтан у формі мідії.
Село Бірвліт на заході громади має довгу історію, колись це було рибацьке поселення, а міські права отримало у 1183 році. У Бірвліті збереглася реформатська церква із численними вітражами, виготовленими у 1660—1661 роках.
Поблизу села Замслаг археологічні розкопки виявили поселення доісторичної доби. За часів Римської імперії тут було поселення-вікус. Сучасне село Замслаг виникло близько 1000 року, а близько 1200 року тут оселилися тамплієри, які звели на околицях Замслага фортецю. Наприкінці XII століття в Замслазі місцевий лорд збудував замок Торенберг, рештки якого виявили у 1987 році.

## Історія
До 1938 року громада Тернезен мала назву «Незен» (Neuzen) або «Тер-Незен» (Ter Neuzen). 1 квітня 1970 року до його складу увійшли громади Бірвліт, Хук і Замслаг. 1 січня 2003 року, внаслідок чергової територіальної реформи в Нідерландах, Тернезен об'єднався з громадами Аксел і Сас-ван-Гент. До складу Аксела з 1 квітня 1970 року до 1 січня 2003 року входили громади Кувахт, Оверслаг і Зейддорпе, до складу Сас-ван-Гента, у той самий період — громади Філіппіне і Вестдорпе.

## Політика

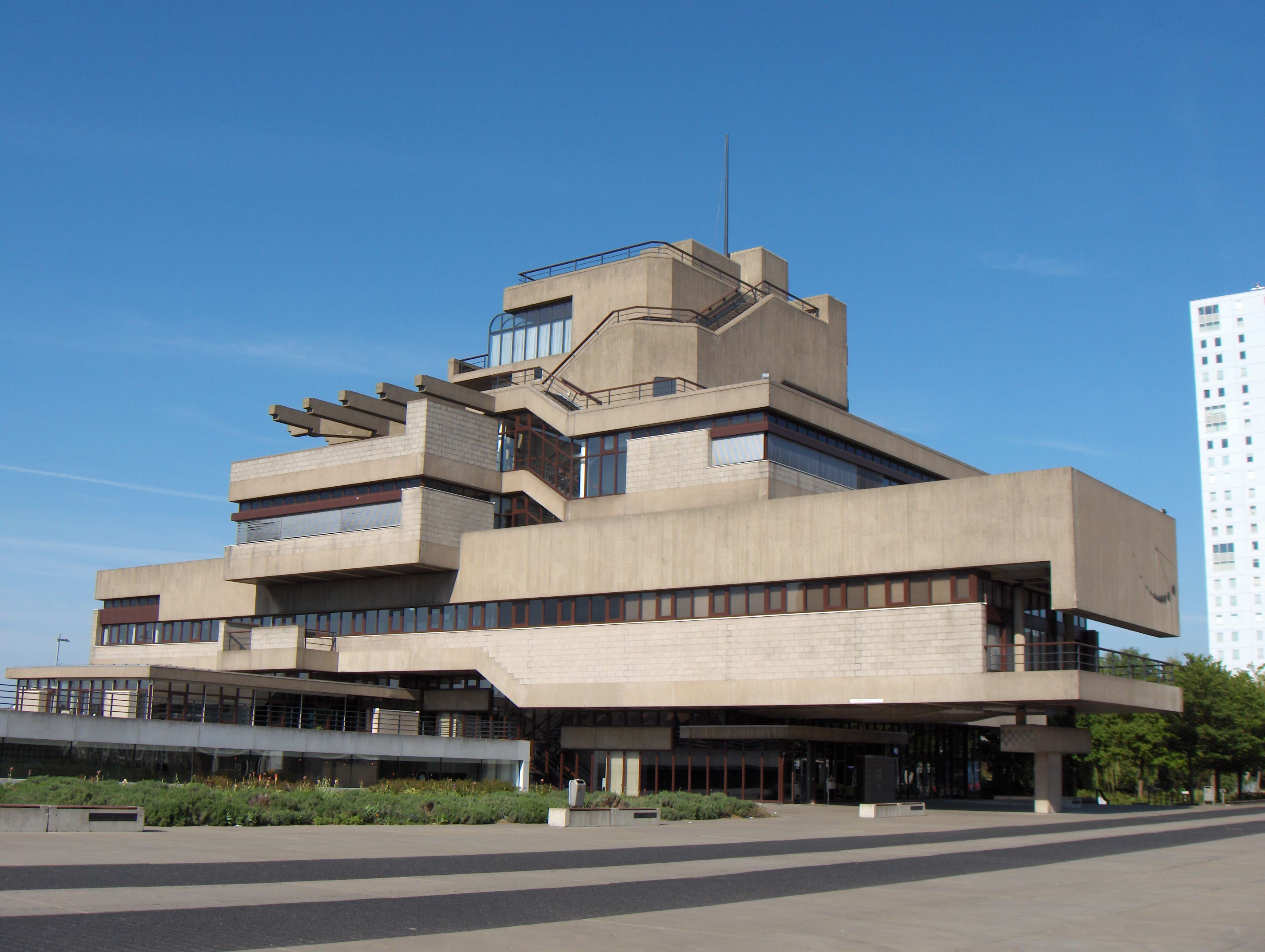
Ратуша Тернезена

Управління громадою здійснює муніципальна рада з 31 депутата та бургомістр із чотирма олдерменами.
Поточний склад муніципальної ради був обраний 19 квітня 2014 року і складається із представників 10 партій. Місця в раді розподілені між ними наступним чином:
| Партія                                 | 2002 | 2006 | 2010 | 2014 |
| -------------------------------------- | ---- | ---- | ---- | ---- |
| TOP/Gemeentebelangen (місцева)         | 4    | 5    | 8    | 10   |
| Християнсько-демократичний заклик      | 9    | 7    | 6    | 5    |
| Партія праці                           | 8    | 10   | 8    | 4    |
| Народна партія за свободу і демократію | 3    | 3    | 2    | 2    |
| Християнський союз                     | 2    | 2    | 2    | 2    |
| 55 Terneuzen (місцева)                 | -    | -    | -    | 2    |
| Демократи 66                           | 1    | -    | 1    | 2    |
| Реформістська партія                   | 2    | 2    | 2    | 2    |
| Зелені ліві                            | 1    | 1    | 1    | 1    |
| Provinciaal Belang Zeeland (місцева)   | -    | -    | -    | 1    |
| Соціалістична партія                   | -    | -    | 1    | -    |
| Lijst Cees Freeke (місцева)            | -    | 1    | -    | -    |
| Lijst Pim Fortuyn                      | 1    | -    | -    | -    |
| Усього                                 | 31   | 31   | 31   | 31   |

Бургомістром Тернезена з 2014 року є Ян Лонінк із Партії праці. Йому підпорядковані чотири олдермени та секретар ради.

## Економіка

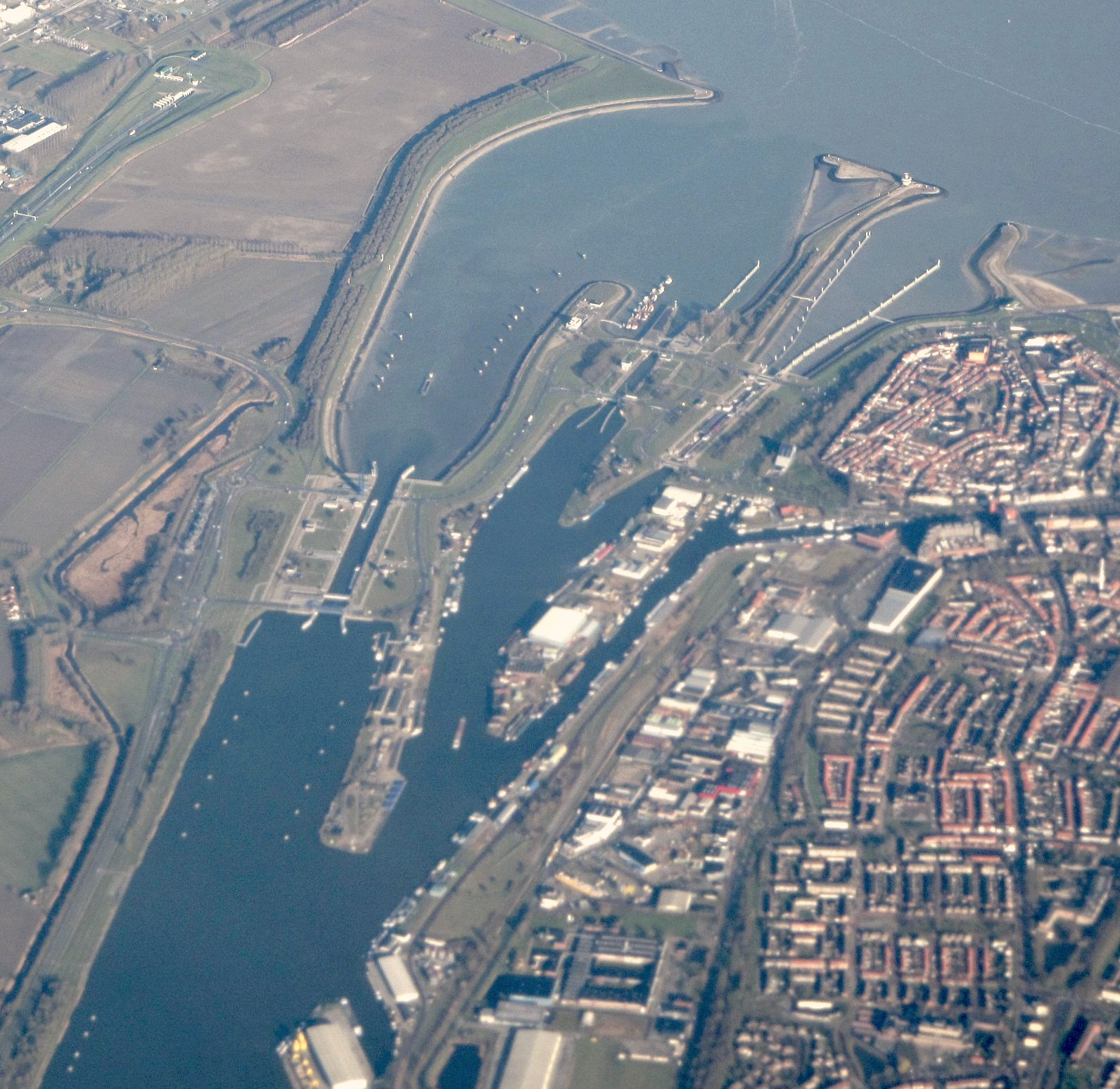
Комплекс шлюзів каналу Гент — Тернезен у місті Тернезен

Через своє розташування в естуарії Шельди та близькість Північного моря, економіка Тернезена значною мірою базується на судноплавстві. Порт міста Тернезен — третій за величиною в Нідерландах, після портів Роттердама і Амстердама. Територією громади пролягає канал Гент — Тернезен, важливий маршрут для водного транспорту, який з'єднує Нідерланди та Бельгію.
На території громади розташований найбільший за межами США завод американської корпорації Dow Chemical Company.

## Транспорт

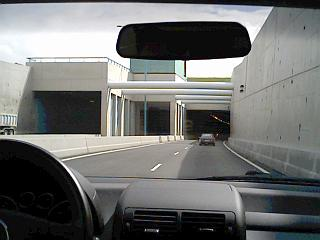
Тунель Вестерсхельде

Громада Тернезен не зв'язана з іншими регіонами Нідерландів залізницею, пасажирські перевезення припинилися у 1951 році. Єдиним автотранспортним шляхом, що сполучає Тернезен та сусідні громади Хюлст і Сльойс з рештою Нідерландів є автошлях N62, який проходить через тунель Вестерсхельде, відкритий у березні 2003 року. Автошляхи N290 та N258 пов'язують Тернезен із громадою Хюлст на сході, автошлях N61 пролягає у західному напрямку до Сльойса.
Громадський транспорт представлений низкою автобусних маршрутів.

## Населення

Діаграма розподілу населення за статтю і віком на 2008 рік

Станом на 1 січня 2017 року в громаді мешкало 54 588 осіб, з яких було 27 139 чоловіків та 27 449 жінок. Населення Тернезена складає приблизно 0,32 % від населення Нідерландів.
За віком населення розподіляється наступним чином:
- до 5 років — 2 482 особи;
- від 5 до 10 років — 2 629 осіб;
- від 10 до 15 років — 2 895 осіб;
- від 15 до 20 років — 3 063 особи;
- від 20 до 25 років — 2 465 осіб;
- від 25 до 45 років — 11 703 особи;
- від 45 до 65 років — 16 244 особи;
- від 65 до 80 років — 9 817 осіб;
- старше 80 років — 3 290 осіб.

Середній вік населення складає 45,1 року, дещо вище, ніж в середньому по провінції (44 роки) і значно нижче, ніж в середньому по країні (41,6 року). Очікується, що до 2030 року частка осіб старше 75 років становитиме 15,8 %, а до 2050 року — 21 %. Народжуваність — 44 дитини на 1000 жінок у віці від 15 до 50 років, це також трохи нижче середнього показника по Зеландії (45 дітей), проте дорівнює середньому показнику по країні.
За етнічним походженням 40 618 мешканців (74,4 %) громади — нідерландці, 13 970 осіб або 25,6 % мають іноземне походження. Частка іноземців в Тернезені дещо вища, ніж в середньому по країні (22,61 %) і значно вища, ніж в середньому у провінції Зеландія (17,64 %).
Серед іноземців 9 969 осіб або 71,36 % — європейці, це обумовлене близькістю Бельгії. Цей показник дещо вищий, ніж в середньому по Зеландії (67,92 %) і значно вищий, ніж в середньому по Нідерландах (43,73 %). Іноземці неєвропейського походження на 1 січня 2017 року становили 4 001 особу, з етнічних груп найбільшою була турецька — 1 193 особи.

### Видатні уродженці
- Сандра Рулофс — дружина експрезидента Грузії Міхеїла Саакашвілі, народилася у місті Тернезен.
- Лодевейк Ван ден Берг — американський астронавт, народився в Сльойскілі.
- Клас де Вріс — нідерландський композитор, народився в місті Тернезен.

## Пам'ятки
На території громади Тернезен розташовано 74 національні пам'ятки (нід. rijksmonument), 139 пам'яток місцевого значення (нід. gemeentelijke monument) та 24 воєнні меморіали. Останні присвячені загиблим у Другій світовій війні, адже в регіоні, де розташований Тернезен, відбувалася одна із значних військових операцій Другої світової — битва на Шельді.

### Галерея

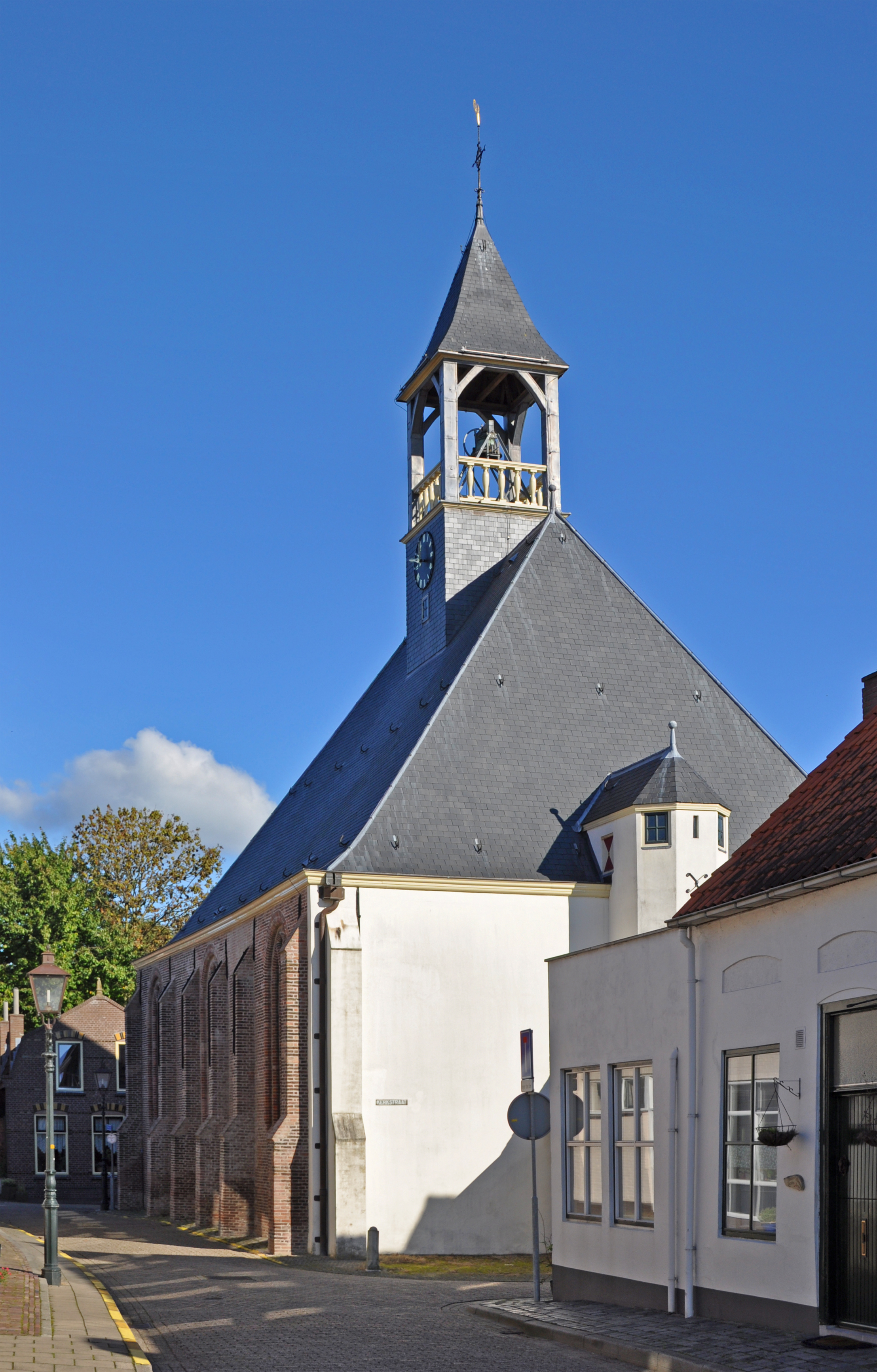
Протестантська церква у Бірвліті, зведена у 1659-1660 роках
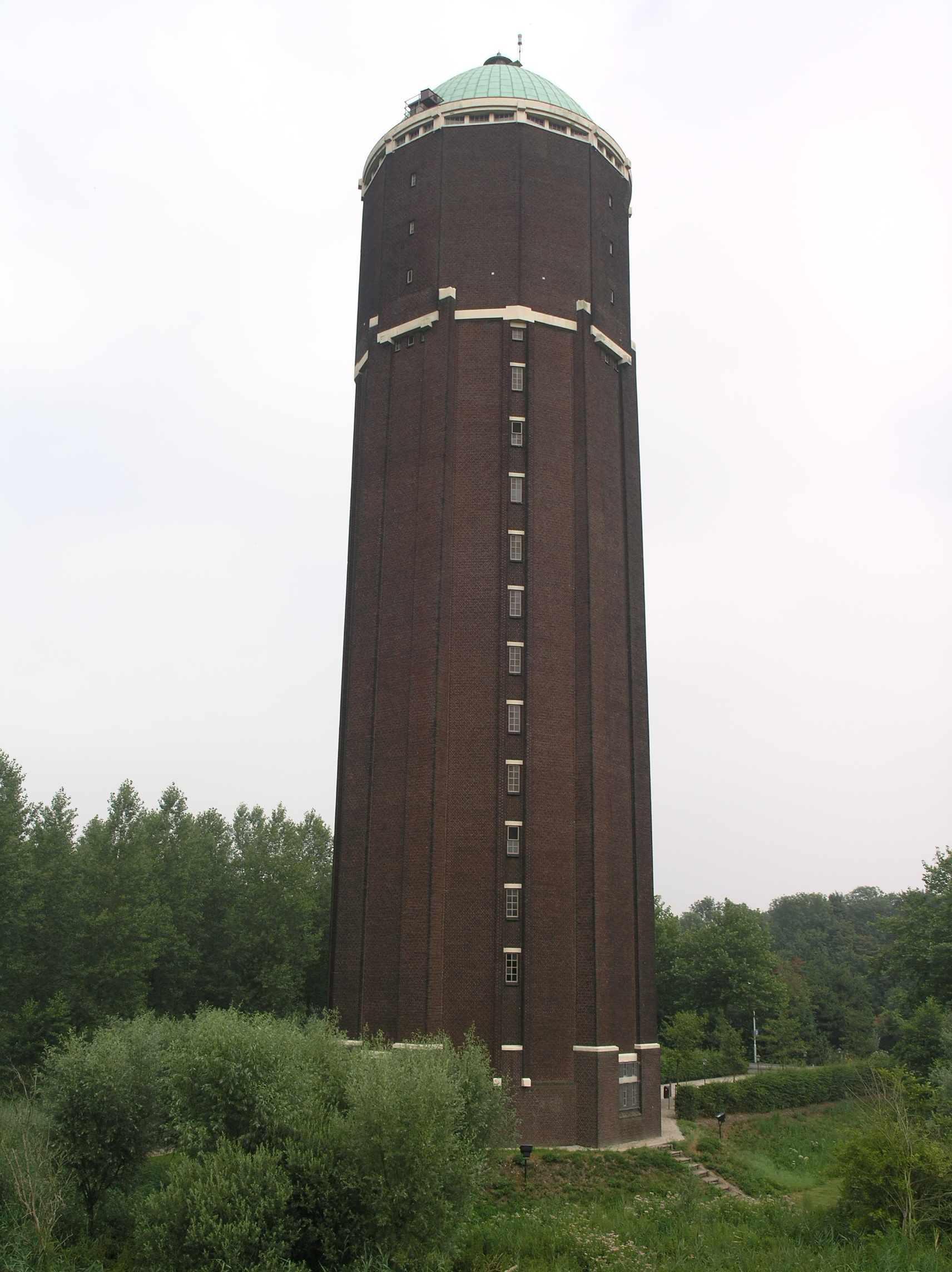
Водонапірна вежа в Акселі
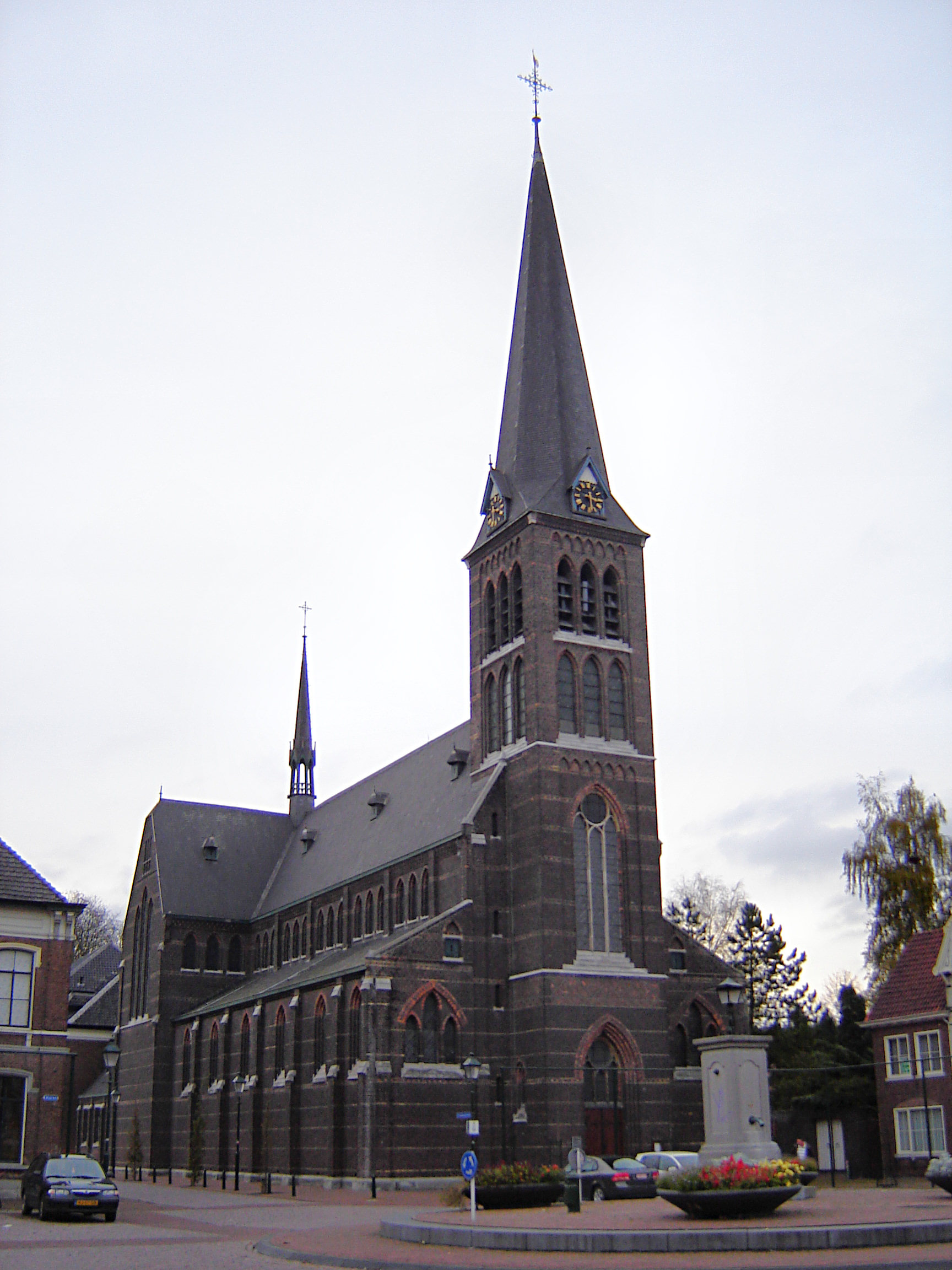
Церква Успіння Діви Марії в Сас-ван-Генті
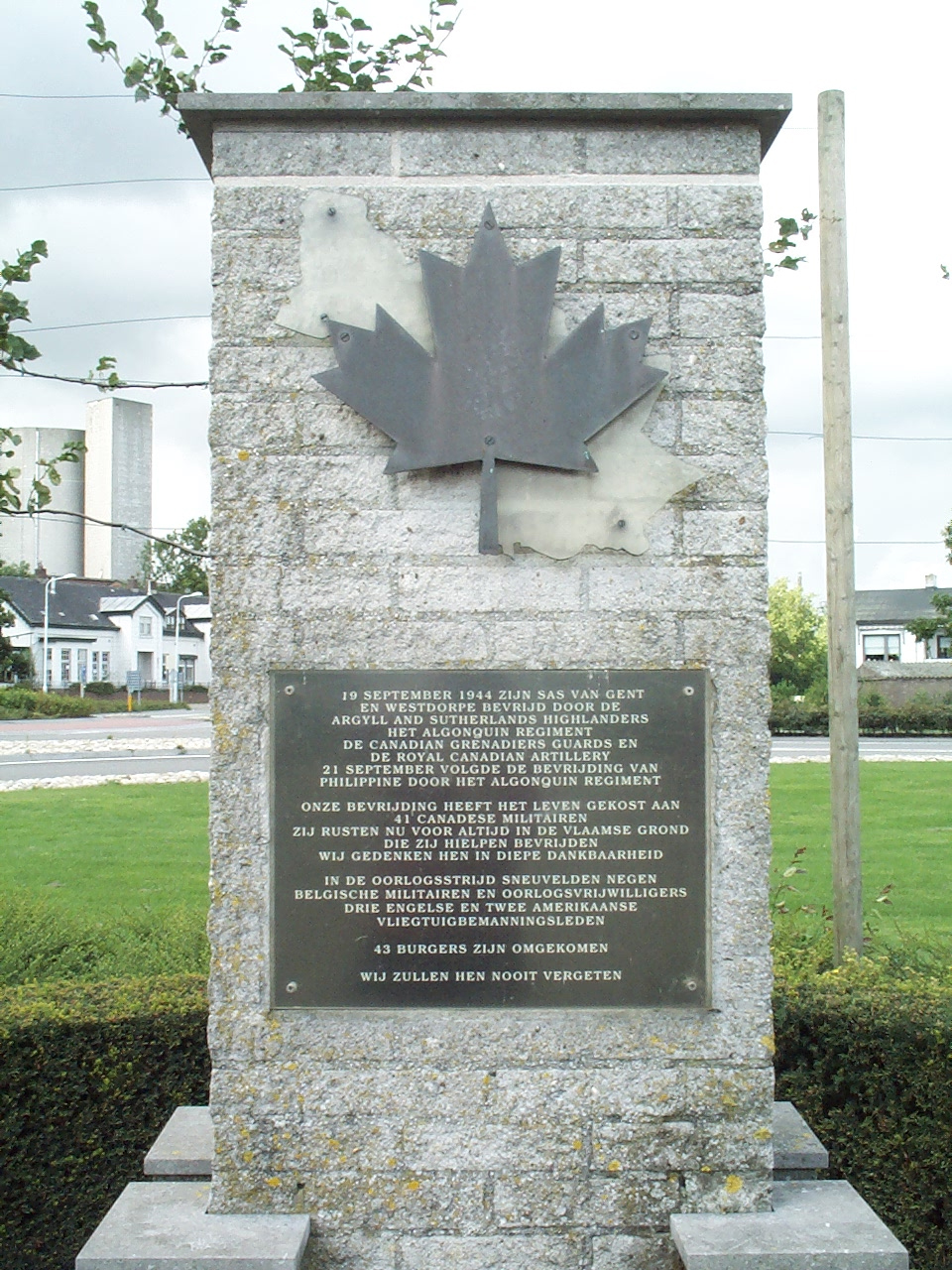
Меморіал канадцям, загиблим у битві на Шельді
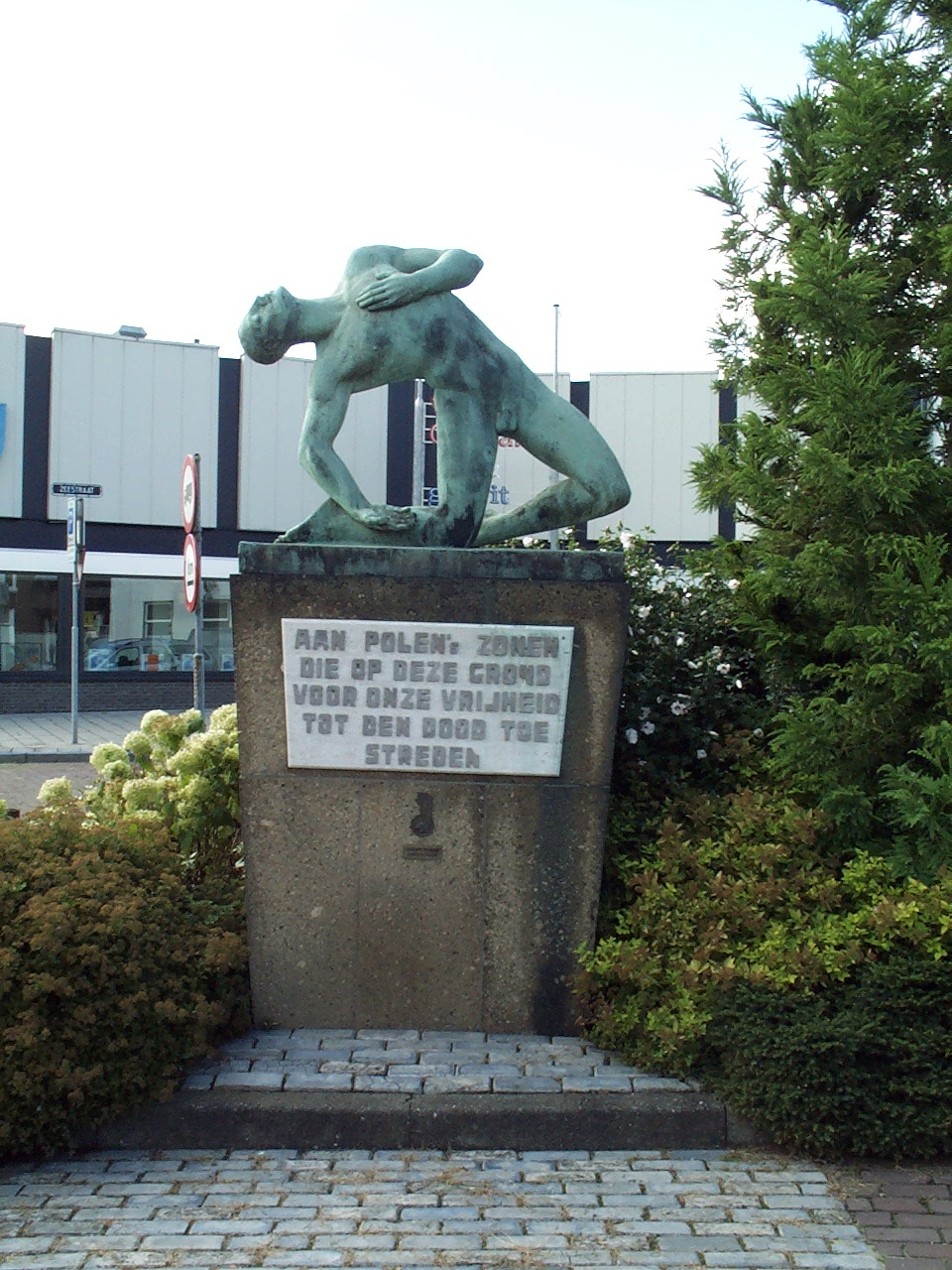
Меморіал полякам, загиблим у битві на Шельді